# لیکوی دمگاه‌سفید
لیکوی دمگاه‌سفید (نام علمی: Turdoides leucopygia) نام یک گونه از سرده لیکوها است.